# 양지웅
양지웅은 대한민국의 배우이다.

## 학력
- 경성대학교 연극영화과

## 출연작

### 영화
- 《평평남녀》 (2022년) - 부장 역
- 《니나 내나》 (2019년) - 광수 역
- 《운동회》 (2018년) - 철구 역
- 《추운 여름》 (2017년)
- 《특별한 사이 특별한 사이》 (2017년)
- 《피노키오들》 (2017년)
- 《퇴마: 무녀굴》 (2015년) - 사무직 1 역
- 《디렉터스 컷》 (2015년) - 제작자 역
- 《영도》 (2015년) - 투신 여고생부 역
- 《못》 (2014년) - 담임선생님 역
- 《깡철이》 (2013년) - 레지던트 1 역
- 《작별들》 (2013년) - 지갑 남 역
- 《도다리 - 리덕스》 (2012년) - 사채업자 1 역
- 《딸꾹질 하는 남자》 (2011년)
- 《아웃빽 아웃빽》 (2011년)
- 《기억사냥꾼》 (2011년)
- 《아이들...》 (2011년) - 강 위원 / 고라니 역
- 《내가 잠든 사이에》 (2010년)
- 《채워질 수 없는 것들》 (2009년)
- 《정종 한 잔》 (2009년)
- 《핑크토끼》 (2009년) - 건달 1 역
- 《오디션》 (2009년) - 영호 역
- 《바람》 (2009년) - 짱구형님 역
- 《미친사랑》 (2008년)
- 《내 마음에 불꽃이 있어》 (2008년) - 정석 역
- 《마이 캡틴 김대출》 (2006년) - 형사 1 역
- 《국경의 남쪽》 (2006년) - 운전수 역
- 《여름 이야기》 (2005년)
- 《슈퍼 따릉이》 (2005년) - 박씨 역
- 《눈물나도록》 (2004년)
- 《거류》 (2003년) - 용규 역
- 《초롱이의 일기》 (2002년)
- 《선정적인 감》 (2002년) - 소설가 역
- 《산복도로에서 산복도로를 읽다》 (2001년)
- 《친구》 (2001년) - 웨이터 역
- 《아름다운 세상》 (1999년)
- 《운하》 (1999년) - 욱 역
- 《경찰+칠득이와 너털도사 (1989년)